# Джупитер-Инлет-Колони (Флорида)
Джупитер-Инлет-Колони (англ. Jupiter Inlet Colony) — муниципалитет, расположенный в округе Палм-Бич (штат Флорида, США) с населением в 368 человек по статистическим данным переписи 2000 года.

## География
По данным Бюро переписи населения США муниципалитет Джупитер-Инлет-Колони имеет общую площадь в 0,52 квадратного километра, из которых 0,52 кв. километра занимает земля и 0,26 кв. километра — вода. Площадь водных ресурсов округа составляет 50 % от всей его площади.
Муниципалитет Джупитер-Инлет-Колони расположен на высоте 2 м над уровнем моря.

## Демография
По данным переписи населения 2000 года в Джупитер-Инлет-Колони проживало 368 человек, 124 семьи, насчитывалось 180 домашних хозяйств и 229 жилых домов. Средняя плотность населения составляла около 707,69 человека на один квадратный километр. Расовый состав населённого пункта распределился следующим образом: 99,73 % белых, 0,27 % — других народностей.
Из 180 домашних хозяйств в 12,2 % воспитывали детей в возрасте до 18 лет, 64,4 % представляли собой совместно проживающие супружеские пары, в 3,3 % семей женщины проживали без мужей, 31,1 % не имели семей. 23,9 % от общего числа семей на момент переписи жили самостоятельно, при этом 15,0 % составили одинокие пожилые люди в возрасте 65 лет и старше. Средний размер домашнего хозяйства составил 2,04 человека, а средний размер семьи — 2,38 человека.
Население муниципалитета по возрастному диапазону по данным переписи 2000 года распределилось следующим образом: 10,6 % — жители младше 18 лет, 1,1 % — между 18 и 24 годами, 12,2 % — от 25 до 44 лет, 36,1 % — от 45 до 64 лет и 39,9 % — в возрасте 65 лет и старше. Средний возраст жителей составил 60 лет. На каждые 100 женщин в Джупитер-Инлет-Колони приходилось 98,9 мужчины, при этом на каждые сто женщин 18 лет и старше приходилось 92,4 мужчины также старше 18 лет.
Средний доход на одно домашнее хозяйство составил 65 938 долларов США, а средний доход на одну семью — 93 554 доллара. При этом мужчины имели средний доход в 90 000 долларов США в год против 41 875 долларов среднегодового дохода у женщин. Доход на душу населения составил 65 938 долларов в год. 1,6 % от всего числа семей в населённом пункте и 3,9 % от всей численности населения находилось на момент переписи населения за чертой бедности, при этом 10,0 % из них были моложе 18 лет и 1,2 % — в возрасте 65 лет и старше.